# ITunes Festival: London 2010 (Marina and the Diamonds)
iTunes Festival: London 2010 è un EP dal vivo della cantautrice britannica Marina and the Diamonds, pubblicato il 26 luglio 2010.
È stato registrato come il precedente EP iTunes Live: London Festival '09 presso la Roundhouse di Londra (Regno Unito), in occasione dell'iTunes Festival del 2010. Contiene cinque tracce estratte dal primo album della cantante, The Family Jewels.

## Tracce
1. Girls (Live) – 3:27 (Marina Diamandis, Liam Howe, Pascal Gabriel)
2. The Outsider (Live) – 3:23 (Diamandis, Howe)
3. I Am Not a Robot (Live) – 3:58 (Diamandis, Howe)
4. Numb (Live) – 3:56 (Diamandis Howe)
5. Obsessions (Live) – 3:27 (Diamandis Howe)

Durata totale: 18:11